# Krissy Lynn
Krissy Lynn (Salt Lake City, Utah; 14 de diciembre de 1984) es una actriz pornográfica estadounidense.

## Carrera
Krissy hizo su debut en la industria para adultos en 2007, cuando ella tenía 23 años de edad con su primera película para adultos titulada I Love Big Toys 19. Desde entonces ha participado en más de 1000 películas.
A lo largo de su carrera Krissy Lynn ha trabajado con una variedad de estudios de producción de películas para adultos, incluyendo Hustler Video, Naughty America, Digital Sin, Jules Jordan Video y Evil Angel. Krissy también ha trabajado con una variedad de estrellas como Shyla Stylez, Kelly Divine y Tori Black.

## Premios
Ganadora del Premio AVN 2011: Mejor Escena de Sexo de tres (por The Condemned).

## Curiosidades
Para promocionar el juego Fairytale Fights, Krissy Lynn junto a Andy San Dimas y Ron Jeremy aparecen en el vídeo de promoción del mismo. En el video aparece Krissy vestida de Caperucita roja y Andy San Dimas vestida de Blancanieves.